# 375e anniversaire de Trois-Rivières
Fondée le 4 juillet 1634 par Laviolette, la ville de Trois-Rivières célèbre le 4 juillet 2009 son 375e anniversaire. De nombreux spectacles sont programmés tout au long de la journée. Le consul général des États-Unis d'Amérique, à Québec, David R. Fetter, profite de l'occasion pour régler la dette des États-Unis aux Ursulines.

## Fêtes du375eanniversairede Trois-Rivières
- Capitale culturelle du Canada
- Phénix, le spectacle d’ouverture des festivités
- Célébrations du 4 juillet
- Reconstitution de la 1re Classique de canots de 1934
- Spectacle de clôture du Cirque du Soleil au stade municipal de Trois-Rivières

## Redevance des Américains envers les Ursulines

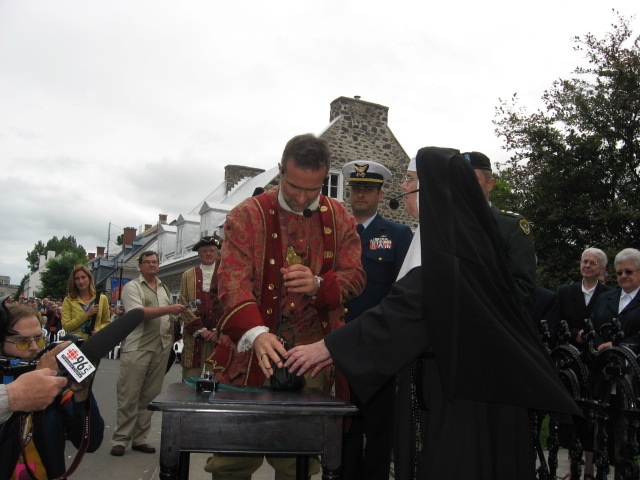
Rue des Ursulines.

Durant l'occupation américaine de la ville en 1775-1776, les soldats américains blessés au combat furent soignés par les Ursulines de Trois-Rivières. Le Congrès refusa le paiement de ces services et la communauté religieuse s'est retrouvée avec une dette de 26 £, montant qui est estimé, avec les intérêts, entre 10 et 20 millions de $CA, ou seulement 5 000 $CA en ne comptant que l'inflation,. Le 4 juillet 2009, durant les festivités du 375e anniversaire de la ville, le consul-général américain David Fetter a symboliquement remboursé cette dette aux Ursulines en leur remettant 130 $CA.

## Legs
- Inauguration de la Promenade Internationale de la Poésie
- Ouverture au public du Manoir Boucher-De Niverville
- Parution du documentaire Sur les traces de Laviolette
- Parution du livre Rencontrer Trois-Rivières, sous la direction de René Beaudoin et Denis Charland (Éditions d'art Le Sabord, 2009, 227 pages, une affiche et un cédérom,  (ISBN 9782922685671))[6]
- Parution du livre Nouvelles pages trifluviennes, sous la direction de Jean Roy et Lucia Ferretti (Septentrion, 2009, 347 pages,  (ISBN 9782894485927))
- Amphithéâtre Cogeco
- Fresque de Trois-Rivières